# Kugel
Kugel, kugiel (jidysz: קוגל kugl lub קוגעל, od niem. kugel = kula) – tradycyjna potrawa kuchni żydowskiej podobna do zapiekanki lub puddingu z kuchni anglosaskiej. Charakteryzuje ją różnorodność składników, z których jest przygotowywana, gdyż jedynym, niezmiennym są jajka. Potrawę zazwyczaj serwuje się jako dodatek do dania głównego lub deser, gdyż można przyrządzić ją pikantną lub słodką. Kugel uznawany jest za najważniejszą potrawę kuchni aszkenazyjskiej.
Przepis na kugel przybył do Polski z Niemiec, gdzie zapisywany był jako keegal w regionie Galicji. Obecnie rozpowszechniony jest głównie na Podlasiu, gdzie pojawia się na równi z kartaczami czy kiszką ziemniaczaną. Na Kurpiach znany jest jako rejbak, co nawiązuje etymologicznie do rejbowania (od niem. reiben – trzeć), czyli tarcia ziemniaków na tarce. W okolicach Przedborza, Radoszyc, Fałkowa i Ostrowi Mazowieckiej znany jako kugiel. Tradycyjny kugiel przedborski przygotowywano z tartych kartofli, kawałków tłustego mięsa wieprzowego, jaj, utartej bułki i cebuli, z dodatkiem pieprzu i soli. Żydzi zamiast wieprzowiny stosowali gęsinę. Kugel jest również regionalną potrawą w gminie Fałków. Najczęściej przyrządza się go z żeberkami wieprzowymi, choć można również wykorzystać inne rodzaje mięsa (np. wołowinę, golonkę). Potrawa znana jest także w kuchni litewskiej, gdzie — podobnie jak w kuchni polskiej — do kugla niekiedy dodaje się skwarki lub żeberka wieprzowe. 
Gdy w XIX wieku cukier stał się bardziej przystępny w Europie Środkowo-Wschodniej, kugel zaczęto częściej serwować na słodko, wykorzystując do tego czerstwą chałkę lub dodając owoce. Także popularyzacja pieców w drugiej połowie XIX wieku miała wpływ na przygotowanie kugla, gdyż przeszło ono  z gotowania w garnku na pieczenie. Wówczas przepis początkowo przeznaczony jedynie na szabat i specjalne okazje udało się przyrządzać szybciej. Czas gotowania kugla w garnku trwał 16-20 godzin, a wykorzystanie pieca skróciło proces do zaledwie kilku godzin.